# Línea N6 (Canelones)
La línea N6 es una línea urbana de Sauce une el Barrio Libertador con la cooperativa de viviendas COVISA (MEVIR) en la ciudad homónima.

Es operada por la compañía Casanova y integra el Sistema de Transporte Metropolitano desde 2020.